# Solibernat
Solibernat és un conjunt de dos jaciment arqueològics superposats, un de prehistòric i un altre d'andalusí, està situat al sud-oest del municipi de Torres de Segre, al Segrià, al tossal de Solibernat, al nord de la serra de Carrassumada. Es troba protegit com a espai de protecció arqueològica (EPA) per la Generalitat de Catalunya des de l'any 2019.
L'ocupació prehistòrica data de finals de l'edat del bronze, un assentament que hauria ocupat els vessants i el cim del tossal en diferents fases, hi ha restes de cabanes, en un primer moment circulars i quadrangulars més tard, i s'hi han recuperat restes de ceràmica feta a mà.
El jaciment andalusí, del segle xii, era una fortificació emmurallada formada per dues torres petites i un conjunt de cambres. Hom creu que va tenir funcions agrícoles i ramaderes i alhora militars, que va ser creada de manera planificada i va ser ocupada durant un períde temporal curt, uns 25 anys, abans de ser abandonada, possiblement arran de la conquesta de Lleida pels cristians l'any 1149. S'hi han trobat restes de ceràmica i de material militar. Les peces de ceràmica trobades s'exposen al Museu de Lleida Diocesà i Comarcal.